# The Charlatans (Album)
The Charlatans ist das vierte Studioalbum der britischen Band The Charlatans. Es wurde am 28. August 1995 veröffentlicht und belegte Platz eins der britischen Albumcharts.

## Das Album
Nach dem Erfolg ihres Debütalbums Some Friendly (1990), ihrem ersten Nummer-eins-Album in Großbritannien, hatten The Charlatans einige schwierige Jahre zu bestehen. Der Madchester-Boom, dem sie angehörten, verlor an Popularität und wurde von Britpop abgelöst. Die beiden folgenden Alben hatten nur mäßigen Erfolg. Auch die beiden Single-Vorveröffentlichungen aus dem The-Charlatans-Album, Crashin' In und Just Lookin'/Bullet Comes, stießen nur auf mäßiges Publikumsinteresse. In der Zwischenzeit war der Britpop mit den Aushängeschildern Oasis und Blur aufgetaucht. Die Single Just When You're Thinkin' Things Over konnte von dieser Stimmung profitieren und bescherte den Charlatans einen Comeback-Erfolg. The Charlatans stieg auf Platz eins der UK Top 40 Album Charts ein.

## Titelliste
1. Nine Acre Court – 3:45
2. Feeling Holy – 5:16
3. Just Lookin'  – 3:49
4. Crashin' In – 5:00
5. Bullet Comes – 5:23
6. Here Comes a Soul Saver – 3:23
7. Just When You're Thinkin' Things Over – 4:51
8. Tell Everyone – 3:32
9. Toothache – 5:15
10. No Fiction – 3:39
11. See It Through – 4:07
12. Thank You – 3:35

Alle Songs geschrieben von Blunt/Brookes/Burgess/M. Collins/R. Collins.

## Singleauskopplungen

### Crashin' In
Veröffentlicht am 28. Dezember 1994, UK #31
1. Crashin' In, 2. Back Room Window, 3. Green Flashing Eyes

### Just Lookin'/Bullet Comes
Veröffentlicht am 8. Mai 1995, UK #32
1. Just Lookin', 2. Bullet Comes, 3. Floor Nine

### Just When You're Thinkin' Things Over
Veröffentlicht am 7. August 1995, UK #12
1. Just When You're Thinkin' Things Over, 2. Chemical Risk (Toothache remix) [Remix: The Chemical Brothers], 3. Frinck, 4. Your Skies Are Mine